# Treffen der Staatsoberhäupter der deutschsprachigen Länder

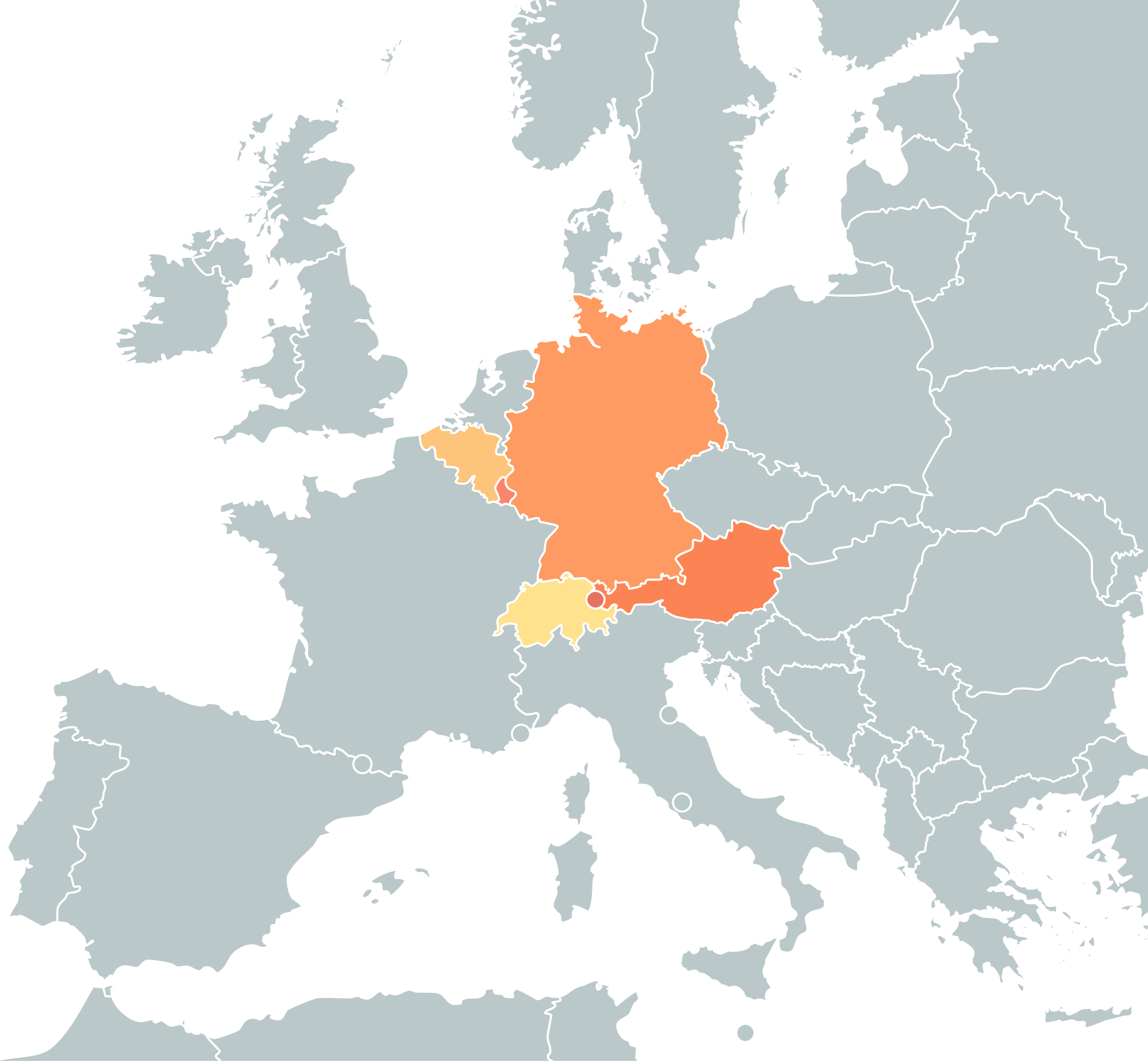
Die Länder, deren Staatsoberhäupter an den jährlichen informellen Treffen der deutschsprachigen Staaten teilnehmen: Österreich, Belgien, Deutschland, Liechtenstein, Luxemburg und die Schweiz

Die Treffen der Staatsoberhäupter der deutschsprachigen Länder sind ein- bis zweitägige informelle Zusammenkünfte der Staatsoberhäupter jener europäischen Länder, die Deutsch auf gesamtstaatlicher Ebene als eine ihrer Amtssprachen führen. Der Gipfel findet seit 2004 alljährlich im Sommer oder Herbst statt. Der Konferenzort wechselt turnusmäßig zwischen den Teilnehmerländern.

## Bezeichnung und Konzept
Die Treffen haben bisher keinen offiziell festgesetzten Titel. Neben „Treffen der Staatsoberhäupter der deutschsprachigen Länder“ wurden von den Teilnehmern sowie von der Presse auch „Treffen der deutschsprachigen Staatsoberhäupter“, „Gipfel der deutschsprachigen Staatschefs“, „Treffen der deutschsprachigen Länder/Staaten“ oder andere Formulierungen verwendet.
Bei den Gipfeln der deutschsprachigen Länder handelt es sich ausdrücklich nicht um eine formalisierte Sprachorganisation wie etwa die Frankophonie, sondern um informelle, doch regelmäßige, ein- bis zweitägige Arbeitstreffen auf Einladung eines Staatsoberhaupts. Die teilnehmenden Repräsentanten werden in der Regel von ihren Ehepartnern oder Lebensgefährten begleitet, welche, ähnlich wie auf den G7-Gipfeln, parallel zum Treffen ein sog. „Damenprogramm“ verfolgen. Neben einem Kulturprogramm werden auch politische Themen besprochen, ohne jedoch bindende Erklärungen zu verabschieden. Aufgrund der quantitativen Dominanz Deutschlands (es stellt fast 75 % der etwa 112 Millionen Einwohner der sechs Länder, welche auf den Treffen repräsentiert werden) wurde von Beginn an Wert auf einen gleichberechtigten sowie nicht bindenden Austausch gelegt. Zum Ausdruck gebracht wird dies unter anderem durch den Verzicht auf wirtschaftliche Vertreter und die Beschränkung auf repräsentative Teilnehmer (Staats- anstelle von Regierungschefs).

## Geschichte und Kontroverse
Politische Arbeitstreffen bestimmter Regierungsminister der deutschsprachigen Länder gab es bereits vor 2004 je nach Bedarf, jedoch keine medienwirksamen Zusammenkünfte auf höchster Ebene. Der Vorschlag eines solchen Treffens kam 2004 vom österreichischen Bundespräsidenten Heinz Fischer, nachdem sein Schweizer Kollege Joseph Deiss den Wunsch nach mehr Austausch mit der Europäischen Union im Rahmen der deutschsprachigen Staaten geäußert hatte („Bodensee-Format“). Nach einer ersten Zusammenkunft in St. Gallen vereinbarte man Folgetreffen sowie die Einladung des liechtensteinischen Erbprinzen Alois für das nächste Jahr. Seit 2014 nehmen neben den Staatsoberhäuptern Deutschlands, Österreichs, der Schweiz und Liechtensteins auch die Belgiens und Luxemburgs teil.
Während der Vorsitzende der Deutschsprachigen Gemeinschaft Belgiens, Karl-Heinz Lambertz, die Teilnahme des nur wenig Deutsch sprechenden Königs Philippe an den Treffen als historische Anerkennung der Vielsprachigkeit Belgiens ansah, gab es in Luxemburg auch kritische Stimmen. Da Vertreter Luxemburgs ihr Land zuvor als luxemburgischsprachiges und nicht deutsch- oder französischsprachiges Land einordneten, führte die Teilnahme Großherzog Henris an den Treffen zunächst zu einer gewissen Kontroverse, mit positiven wie auch negativen Stimmen in der luxemburgischen Presse sowie der grundsätzlichen Frage, wie der Begriff „deutschsprachig“ zu definieren sei. Nach ausdrücklicher Befürwortung der Teilnahme durch die luxemburgischen Premier- und Außenminister sowie wegen des inoffiziellen Charakters und der eher geringen politischen Bedeutung der Treffen klang die Kritik jedoch ab. Aufgrund einer angeblich ähnlichen geografischen Ausdehnung sowie als historischer Seitenhieb auf die gefühlte Dominanz Deutschlands wurde das Treffen auch als „Deutscher Bund“ bezeichnet.
Die Abwesenheit von Vertretern solcher Gebiete mit ähnlich vielen oder gar noch mehr Deutschsprachigen als Liechtenstein oder Belgien, namentlich Südtirols (Region Trentino-Südtirol, Italien) und Polens, wurde auch in Frage gestellt und unter anderem mit historisch bedingter politischer Brisanz erklärt. Darüber hinaus ist in Italien im Gegensatz zu Belgien Deutsch nur in Trentino-Südtirol Amtssprache, nicht aber auf nationaler Ebene. Da es sich bei dieser Region nicht um einen souveränen Staat handelt, hat sie kein repräsentatives Staatsoberhaupt, das entsprechend dem Konzept der Treffen teilnehmen könnte. Bei allen anderen Ländern mit anerkannten deutschsprachigen Minderheiten, z. B. Ungarn, Rumänien, Polen, Namibia oder Dänemark, ist der Sachverhalt ähnlich.

## Liste der Treffen der Staatsoberhäupter der deutschsprachigen Länder
| Jahr | Datum                                  | Gastgeber                                 | Tagungsort                             | Teilnehmer                                                     | Themenschwerpunkt(e) |
| ---- | -------------------------------------- | ----------------------------------------- | -------------------------------------- | -------------------------------------------------------------- | --- |
| 2004 | 20. November                           | Bundespräsident Joseph Deiss              | St. Gallen                             | Osterreich Deutschland Schweiz                                 | „Beziehung der Schweiz zur Europäischen Union, Strukturreformen des Sozialstaats, Irak und Naher Osten“                          |
| 2005 | 24. Oktober                            | Bundespräsident Heinz Fischer             | Salzburg                               | Osterreich Deutschland Liechtenstein Schweiz                   | |
| 2006 | 6. November                            | Bundespräsident Horst Köhler              | Meersburg                              | Osterreich Deutschland Liechtenstein Schweiz                   | |
| 2007 | 29. Oktober                            | Erbprinz Alois von und zu Liechtenstein   | Vaduz                                  | Osterreich Deutschland Liechtenstein Schweiz                   | |
| 2008 | 25. November                           | Bundespräsident Pascal Couchepin          | Rapperswil                             | Osterreich Deutschland Liechtenstein Schweiz                   | |
| 2009 | 28. Oktober                            | Bundespräsident Heinz Fischer             | Eisenstadt                             | Osterreich Liechtenstein Schweiz [ 5 ]                         | |
| 2010 | 1. November                            | Bundespräsident Christian Wulff           | Lübeck                                 | Osterreich Deutschland Liechtenstein Schweiz                   | „Integration und Förderung der deutschen Sprache“                                                                                |
| 2011 | 26. September                          | Erbprinz Alois von und zu Liechtenstein   | Vaduz                                  | Osterreich Deutschland Liechtenstein Schweiz                   | „Bildung“ |
| 2012 | 11. Juni                               | Bundespräsidentin Eveline Widmer-Schlumpf | Chur                                   | Osterreich Deutschland Liechtenstein Schweiz                   | |
| 2013 | 9. September                           | Bundespräsident Heinz Fischer             | Innsbruck                              | Osterreich Deutschland Liechtenstein Schweiz                   | |
| 2014 | 18. September                          | Bundespräsident Joachim Gauck             | Bad Doberan, Rostock                   | Osterreich Belgien Deutschland Liechtenstein Luxemburg Schweiz | „Die friedliche Revolution vor 25 Jahren und der demografische Wandel“                                                           |
| 2015 | 17. September                          | Erbprinz Alois von und zu Liechtenstein   | Vaduz                                  | Osterreich Belgien Deutschland Liechtenstein Luxemburg Schweiz | „Digitaler Wandel auf dem Arbeitsmarkt“                                                                                          |
| 2016 | 8. September                           | König Philippe                            | Brüssel, Eupen                         | Belgien Deutschland Liechtenstein Luxemburg Schweiz            | „Jugendarbeitslosigkeit, Beschäftigung und Bildung“                                                                              |
| 2017 | 27. September                          | Großherzog Henri von Nassau               | Luxemburg                              | Osterreich Belgien Deutschland Liechtenstein Luxemburg Schweiz | „Einwanderung und Integration“                                                                                                   |
| 2018 | 5./6. September                        | Bundespräsident Alain Berset              | Sils im Engadin                        | Osterreich Belgien Deutschland Liechtenstein Luxemburg Schweiz | „Kulturelle Teilhabe“ |
| 2019 | 3./4. Juni                             | Bundespräsident Alexander Van der Bellen  | Linz                                   | Osterreich Belgien Deutschland Liechtenstein Luxemburg Schweiz | „Demokratie und digitale Gesellschaft, EU nach den Europawahlen und die Klimakrise“                                              |
| 2020 | Entfiel aufgrund der COVID-19-Pandemie | Entfiel aufgrund der COVID-19-Pandemie    | Entfiel aufgrund der COVID-19-Pandemie | Entfiel aufgrund der COVID-19-Pandemie                         | Entfiel aufgrund der COVID-19-Pandemie                                                                                           |
| 2021 | 28. Juni                               | Bundespräsident Frank-Walter Steinmeier   | Potsdam                                | Osterreich Belgien Deutschland Liechtenstein Luxemburg Schweiz | „Gesellschaftlicher Zusammenhalt nach der Corona-Pandemie und Klimawandel“                                                       |
| 2022 | 12./13. September                      | Erbprinz Alois von und zu Liechtenstein   | Vaduz, Schaan                          | Belgien Deutschland Liechtenstein Luxemburg Schweiz            | „Philanthropie und Gemeinwesen – Rahmenbedingungen für ein effizientes Zusammenwirken von Politik, Wirtschaft und Philanthropen“ |
| 2023 | 11./12. September                      | König Philippe                            | Brüssel, Eupen                         | Osterreich Belgien Deutschland Liechtenstein Luxemburg Schweiz | „Neue Impulse für Europas Weltraumexploration“ und „Kreislaufwirtschaft“                                                         |
| 2024 | 16./17. September                      | Großherzog Henri von Nassau               | Colmar-Berg, Esch an der Alzette       | Belgien Deutschland Liechtenstein Luxemburg Schweiz            | „Desinformation als Herausforderung für Demokratie und Wissenschaft“                                                             |

## Aktuelle Vertreter der Staaten
| Staat         | Amt               | Amtsinhaber | Amtsinhaber                    | Amtsantritt     |
| ------------- | ----------------- | ----------- | ------------------------------ | --------------- |
| Schweiz       | Bundespräsidentin |             | Karin Keller-Sutter            | 1. Januar 2025  |
| Deutschland   | Bundespräsident   |             | Frank-Walter Steinmeier        | 19. März 2017   |
| Österreich    | Bundespräsident   |             | Alexander Van der Bellen       | 26. Januar 2017 |
| Belgien       | König             |             | Philippe von Belgien           | 21. Juli 2013   |
| Liechtenstein | Erbprinz          |             | Alois von und zu Liechtenstein | 15. August 2004 |
| Luxemburg     | Großherzog        |             | Henri von Nassau               | 7. Oktober 2000 |